# 饭甑青冈
饭甑青冈（学名：Cyclobalanopsis fleuryi）为壳斗科青冈属下的一个种。其果实俗称为“狗鞭果”。